# Aeroporto de Campos Belos
O Aeroporto de Campos Belos ( ICAO: SECB) está localizado no município de Campos Belos, no estado de Goiás. 
O aeroporto possui uma pista de 1200 metros, asfaltada, porém não tem terminal de passageiros nem iluminação na pista.
O governo do Ronaldo Caiado disponibilizou uma verba para reforma de 3,6 milhões em 2020.
Suas coordenadas são as seguintes: 13°00'02.00"S de latitude e 46°46'29.00"W de longitude. Possui uma pista de 1200m de asfalto.